# أولاف نيلسن (لاعب كرة قدم)
أولاف نيلسن (بالنرويجية: Olav Nilsen)‏ هو مدرب كرة قدم ولاعب كرة قدم نرويجي في مركز الهجوم، ولد في 24 يناير 1942 في ستافانغر في النرويج. شارك مع منتخب النرويج لكرة القدم. أما مع النوادي، فقد لعب مع نادي فيكينغ.

## وصلات خارجية
- أولاف نيلسن على موقع الاتحاد الأوربي (الإنجليزية)
- أولاف نيلسن على موقع اتحاد النرويج (النرويجية)
- أولاف نيلسن على موقع قاعدة بيانات كرة القدم.إي يو (الإنجليزية)
- أولاف نيلسن على موقع ناشيونال فوتبول تيمز (الإنجليزية)
- أولاف نيلسن على موقع عالم كرة القدم.نت (الإنجليزية)